# Katona Mihály (református esperes)
Katona Mihály (Bánhorváti, 1780. szeptember 4. – Sajószentpéter, 1842. augusztus 26.) református lelkész, a Tiszáninneni Református Egyházkerület esperese.

## Életútja
Papi családból származott; középiskolai tanulmányait Sárospatakon végezte. Köztanítóként 1803-ban az általános, 1804-ben pedig a gimnázium első osztályát vezette. 1805. július 19-én beiratkozott a  lipcsei, október 16-án a jénai egyetemre. Visszatérte után, 1806. júliusában megválasztották  gimnáziumi tanárnak, a tanítást szeptemberben kezdte meg és 1808-ig folytatta Sárospatakon; ekkor Berzéte választotta meg lelkészének, ezután 1816 -ban Jánosin, 1823-tól Sajószentpéteren lelkészkedett. Ez idő alatt vitte az egyházkerületi jegyzőséget is. 1840-ben a felsőborsodi egyházmegye esperessé választották. Gömör-Kis-Hontmegye táblabírája volt.

## Munkái
1. Igaz keresztyénnek vagy néhai Fáji Fáy Eszter asszonynak, tek. márkusfalusi mariassi József úr kedves élete párjának a halál félelmein való győzedelme, melyet a boldogult uri aszszonyság utolsó tisztességére egybe gyült közönségnek előadott Berzétén 1812. Bőjtelő havának 6-kán. Kassa.
2. Halotti beszéd az ember rendeltetéséről (Jólészi Cházár Gábor felett.) Lőcse, 1814.
3. Mi teszi az embert nagygyá és halhatatlanná (Cházár András felett.) Sárospatak, 1816.
4. Lelki-tanítók hivataláról. Uo. 1821. (Egynehány nevezetes egyházi beszédek, melyek vicarius superintendens Szathmáry József úr kiválasztása s az ifjú predikátorok felszentelések alkalmatosságával tartattak Tornallyán okt. 8. 1820. Többek beszédeivel együtt.)
5. A világi jó, és keresztyéni virtus, egy halotti elmélkedésben elő-adva, melyet néhai ... tornalyai Tornallyay Károly úr ... utolsó tisztességtétele alkalmatosságával elmondott Tornallyán 1822. ápr. 21. Uo. 1822.
6. Igazságot szerető, s tökéletességet követő előljárónak, vagy néhai ... márkus- és batizfalusi idősb. Máriássi István urnak ... dicsőséges emlékezete, melyet a boldogult ... utolsó tisztességtételére ... háládatosságból élővé tett Berzétén 1830. eszt. Uo. 1830. (Apostol Pál és Marussi László beszédeivel együtt.)
7. A nagy kormányzónak czimerei azon halotti beszédben előadva, melyet Ragályi Ábrahám ... Ugocsa vm. főispáni hivatala helytartójának hideg tetemei felett ... tartott Ragályon Karácsonhava 2. 1833. Uo. 1834.